# Dieter Roth
Dieter Roth (Hannover, 1930 - Basilea, 1998) fue un pintor, dibujante, escultor y poeta alemán. Vivió entre Alemania, Suiza e Islandia con un nombre mutable –Dieter Roth, dieter roth, DITERROT, diter eructo o Dietrich Roth, según la obra y el contexto–. Fue siempre un rebelde que buscó nuevos medios y reivindicaba el cambio constante. Su obra se encuentra presente en numerosas colecciones, como por ejemplo la Tate Gallery de Londres, la Stedelijk Museum de Ámsterdam, el MACBA de Barcelona y el Moderna Museet de Estocolmo.

## Biografía
De madre alemana y padre suizo, nació en 1943, y debido a la guerra, su hermano y él se trasladaron a Zúrich. Roth accedió al mundo del arte a través del diseño industrial, campo que amplió hasta incluir casi todos los ámbitos de la creación artística. 
Situado dentro de la corriente neodadaista y con raíces en el surrealismo de Marcel Duchamp, su obra tiende a olvidar la línea que separa el arte y la vida, actitud que compartía con grupos de artistas como Fluxus y los nuevos realistas. En 1953, en colaboración con Eugen Gomringer y Marcel Wyss, fundó la revista Spirale. En 1954 ideó el primer libro de artista, un género en que reunía su producción más conocida. A diferencia del americano Edward Ruscha, Roth se negó a utilizar la tecnología comercial para la producción masiva de libros, porque concebía cada página como una obra singular. 
Sus primeras esculturas de pan cocido son de 1954. Desde entonces, el interés de Roth por la transformación orgánica pasó a formar parte de su estrategia para subvertir los mecanismos de la comercialización del arte. A finales de los años cincuenta, Roth trabajó en Nueva York, donde organizó happenings y produjo obras cinéticas y sellos que incorporaban textos y fotogramas. En los setenta, colaboró con artistas como Arnulf Rainer (1972-1979) y Richard Hamilton (1975-1977), con quien pasó temporadas en Cadaqués. Murió en Basilea en 1998.

## Obras destacadas
- Schokoladenmeer, presente en la colección del MACBA